# Юрченко Анатолій Іванович
Юрченко Анатолій Іванович  (1939–2003) — український кіноактор. Був членом Національної спілки кінематографістів України.

## Життєпис
Народився 27 серпня 1939 р. в с. Сказинці Вінницької області в родині військовослужбовця. Закінчив акторський факультет Київського державного інституту театрального мистецтва ім. І. Карпенка-Карого (1957). Закінчив 10 класів у Київський школі № 39 у 1956 році, в одному випускному класі з Валерієм Лобановським.
З 1963 р. — актор Київської кіностудії ім. О. П. Довженка. Зіграв у кіно і серіалах близько шістдесяти ролей (переважно другого плану).
Помер 3 серпня 2003 р. у Києві.

## Фільмографія
Знімався у фільмах:
- «Чарівна ніч» (1958, Тиміш),
- «Партизанська іскра» (1958, Дмитро Попик),
- «Іванна» (1959, Олекса Гаврилішин),
- «Спадкоємці» (1960, Сашко),
- «За двома зайцями» (1961, Степан),
- «Стежки-доріжки» (1963, Петро),
- «Казка про Хлопчиша-Кибальчиша» (1965, гонець),
- «Десятий крок» (1967),
- «Розвідники» (1968, розвідник Микола),
- «Серце Бонівура» (1970, Альоша Пужняк),
- «Ніна» (1971, Марченко),
- «Тачанка з півдня» (1977, Коваль),
- «Бунтівний „Оріон“» (1979, Іван),
- «Мужність» (1980, т/ф, 7 с, комісар),
- «На вагу золота» (1983, Чудненко),
- «Нас водила молодість» (Литвиненко),
- «Щасливий, хто кохав» (1986, воєнком),
- «Казка про гучний барабан» (1987, Єгорич), а також в епізодах картин:
- «Юнга зі шхуни „Колумб“» (1963),
- «Акваланги на дні» (1965),
- «Пропала грамота» (1972),
- «У бій ідуть самі „старі“» (1973, Соломатін),
- «Там, вдалині за рікою» (1975),
- «Ви Петька не бачили?» (1975),
- «Якщо можеш, прости» (1984),
- «Гріх» (1991),
- «Все минає» (1993),
- «В'язниця» (1994),
- «Акваріум» (1995),
- «Роксолана» (1996, т/ф, 1 с. «Настуня») та ін.